# Euskaltel-Euskadi/2005
Zawodnicy Euskaltel-Euskadi startujący w Tour de France 2006.
| Zawodnik         | Wiek    | Narodowość | Rok przejścia na zawodowstwo |
| ---------------- | ------- | ---------- | ---------------------------- |
| Mikel Artetxe    | 28 lat  | Hiszpania  | 1999                         |
| Iker Camano      | 26 lat  | Hiszpania  | 2002                         |
| Unai Etexebarria | 32 lata | Wenezuela  | 1996                         |
| Iker Flores      | 28 lat  | Hiszpania  | 1999                         |
| Aitor González   | 30 lat  | Hiszpania  | 1998                         |
| David Herrero    | 25 lat  | Hiszpania  | 2001                         |
| Iñigo Landaluze  | 28 lat  | Hiszpania  | 2001                         |
| Egoi Martínez    | 27 lat  | Hiszpania  | 2002                         |
| Iban Mayo        | 27 lat  | Hiszpania  | 2000                         |
| Haimar Zubeldia  | 28 lat  | Hiszpania  | 1998                         |